# NGC 1600
NGC 1600 ist eine elliptische Galaxie vom Hubble-Typ E3 im Sternbild Eridanus am Südsternhimmel, die schätzungsweise 205 Millionen Lichtjahre von der Milchstraße entfernt ist. Die Galaxie ist als starke Quelle von Röntgenstrahlung bekannt.
Das Objekt wurde am 26. November 1786 von Wilhelm Herschel entdeckt.
Obwohl NGC 1600 oft als ein Mitglied einer losen Gruppe von Galaxien klassifiziert wird, nehmen Wissenschaftler an, es könnte sich dabei um Satellitengalaxien von NGC 1600 handeln, da alle benachbarten Galaxien viel lichtschwächer sind und die Anzahl mit der Entfernung zu NGC 1600 abnimmt. Zu den etwa 30 bekannten Galaxien, die sich in einer Entfernung von bis zu 1 MPc befinden und eine ähnliche Rotverschiebung besitzen, gehören unter anderem NGC 1601, NGC 1603, NGC 1604, NGC 1606, NGC 1580, NGC 1594, NGC 1599, NGC 1607, NGC 1611 und IC 373.
Das Zentrum der relativ isolierten Galaxie enthält ein Schwarzes Loch mit einer Masse 17 Milliarden Mal größer als die unserer Sonne. Dies ist eines der größten Schwarzen Löcher, das bis heute gefunden wurde. Zum Vergleich: Das zentrale schwarze Loch der Milchstraße hat rund 4 Millionen Sonnenmassen. Zusätzlich ist das Zentrum der Galaxie sehr arm an Sternen, was darauf hinweisen könnte, dass hier einst zwei Galaxien – und ihre Schwarzen Löcher – verschmolzen und dabei viele Sterne aus dem Zentrum herausgeschleudert wurden.